# Spilledåse
En spilledåse er et enkelt mekanisk musikinstrument, hvor metalfolie i en metalkam bringes i vibrationer og frembringer lyd når de klikker. Spilledåser drives af et fjederoptrukket urværk, og blev opfundet af schweizeren Antione Favre i slutningen af 1700-tallet. Der er to grundlæggende designs af spilledåser, metalvalsespilledåsen og blikskivespilledåsen. Ifølge Nordisk familjebok tilskrives opfindelsen af spilledåsen Pierre Jaquet-Droz.

## Lyddokumenter
"Der Donauwalzer" på Polyphon, spilletid 58 sekunder

"Stille Nacht, Heilige Nacht" på Polyphon, spilletid 55 sekunder

## Ekstern henvisning
- Wikimedia Commons har flere filer relateret til Spilledåse